# War of the Worlds (2015)
War of the Worlds (2015) foi um evento de luta livre profissional co-produzido pela New Japan Pro Wrestling e Ring of Honor, que ocorreu nos dias 12 e 13 de maio de 2015 no 2300 Arena na cidade da Filadélfia, Pensilvânia. Esta foi a segunda edição da cronologia do War of the Worlds. Ambas as noites foram lançados sob demanda pela ROH na semana seguinte.

## Antes do evento
War of the Worlds teve lutas de wrestling profissional envolvendo diferentes lutadores com rivalidades e storylines pré-determinadas que se desenvolveram no Ring of Honor Wrestling — programa de televisão da Ring of Honor (ROH). Os lutadores interpretaram um vilão ou um mocinho seguindo uma série de eventos para gerar tensão, culminando em várias lutas.

## Resultados

### Noite 1
| Nº | Resultados | Estipulações        | Tempo |
| -- | --- | ------------------- | ----- |
| 1  | Gedo derrotou Delirious | Luta individual     | 6:55  |
| 2  | Roderick Strong derrotou Kushida | Luta individual     | 16:20 |
| 3  | Jay Lethal (com Truth Martini) derrotou Takaaki Watanabe | Luta individual     | 11:05 |
| 4  | The Young Bucks (Matt Jackson e Nick Jackson) derrotaram The Addiction (Christopher Daniels e Frankie Kazarian) e The Kingdom (Matt Taven e Michael Bennett) (com Maria Kanellis) | Luta de três duplas | 14:02 |
| 5  | Tetsuya Naito derrotou Michael Elgin | Luta individual     | 10:48 |
| 6  | reDRagon (Bobby Fish e Kyle O'Reilly) derrotou Hiroshi Tanahashi e Jushin Thunder Liger                                                                                           | Luta de duplas      | 11:29 |
| 7  | A.J. Styles derrotou Adam Cole | Luta individual     | 15:45 |
| 8  | Chaos (Kazuchika Okada e Shinsuke Nakamura) derrotou The Briscoes (Jay Briscoe e Mark Briscoe)                                                                                    | Luta de duplas      | 18:11 |

### Noite 2
| Nº                                          | Resultados | Estipulações                                | Tempo |
| ------------------------------------------- | --- | ------------------------------------------- | ----- |
| Dark                                        | J. Diesel (com Truth Martini) derrotou The Romantic Touch                                                                                  | Luta individual                             | N/A   |
| 1                                           | Adam Page (com Colby Corino) derrotou Takaaki Watanabe                                                                                     | Luta individual                             | 11:35 |
| 2                                           | Michael Elgin derrotou Kushida | Luta individual                             | 13:29 |
| 3                                           | Tetsuya Naito derrotou Kyle O'Reilly | Luta individual                             | 14:18 |
| 4                                           | Shinsuke Nakamura derrotou Jay Lethal (com Truth Martini), Jushin Thunder Liger e Mark Briscoe                                             | Luta four-way                               | 16:29 |
| 5                                           | Hiroshi Tanahashi derrotou Roderick Strong                                                                                                 | Luta individual                             | 16:57 |
| 6                                           | The Addiction (Christopher Daniels e Frankie Kazarian) derrotou Chaos (Gedo e Kazuchika Okada)                                             | Luta de duplas                              | 15:37 |
| 7                                           | Jay Briscoe (c) derrotou Bobby Fish | Luta individual pelo ROH World Championship | 17:29 |
| 8                                           | The Kingdom (Adam Cole, Matt Taven e Michael Bennett) (com Maria Kanellis) derrotou Bullet Club (A.J. Styles, Matt Jackson e Nick Jackson) | Luta de trios                               | 16:50 |
| (c) – Refere-se aos campeões antes da luta. | |                                             |       |